# إعصار أوفيليا (2017)
إعصار أوفيليا هو إعصار استوائي يهدد جزر الأزور ويتوقع أن يحدث أضرارا بالغة في إيرلندا والمملكة المتحدة. إنه العاصفة الاستوائية السابعة عشرة، والإعصار الثالث عشر الذي تمت تسميته، وسادس أكبر إعصار في موسم أعاصير المحيط الأطلسي 2017.
تسبب الإعصار بمقتل ثلاثة أشخاص جميعهم في أيرلندا. وقدر أجمالي الخسائر والتي كانت أقل من التقديرات الأولى في المملكة المتحدة وأيرلندا بحوالي 65.3 مليون دولار أمريكي.